# Bonzée
Bonzée es una comuna francesa situada en el departamento de Mosa, en la región de Gran Este.

## Demografía
| 426 | 338 | 357 | 306 | 328 | 350 | 367 |
| Para los censos de 1962 a 1999 la población legal corresponde a la población sin duplicidades (Fuente: INSEE [Consultar]) |     |     |     |     |     |     |